# 汪元量
汪元量（1241年?—1318年?），字大有，号水云，亦自号水云子、楚狂、江南倦客。南宋末诗人、词人、宫廷琴师。

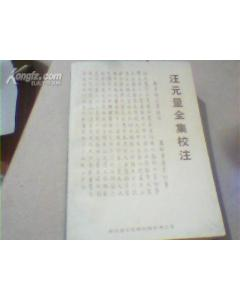
汪元量集

## 生平
祖籍有三说，为浙江钱塘人、江西浮梁人、吴县人。汪元量出身书香门第，为有琴有书的世家。父亲汪琳，字玉甫，有七子。汪元量是汪琳第三子。
宋度宗时，以词章给事宫掖，为宮廷琴師，教授谢皇后（谢道清）、王昭仪（王清惠）和宫女弹琴。
宋恭帝德佑二年（1276年）闰三月，元军攻陷臨安，南宋奉表降元，元廷强令宋君臣北入大都。汪元量亦随同前往，押运万卷书籍。
羁留北朝十三年，曾訪文天祥於獄中，与文天祥在大都交往唱和，以忠義相期。期间，以琴名于大都，受到元主的特别恩遇。授瀛国公（宋恭帝）诗书。出仕翰林院，为翰林官，奉命降香。
元世祖至元二十五年（1288年），太皇太后、王昭仪去世，瀛国公入吐蕃学佛法，全太后入正智寺为尼，南宋王室凋零。汪元量出家为道士，获准南归，次年抵钱塘。汪元量以黄冠道人身份南归时，王清惠曾作《送水云归吴》相赠。
南归后，汪元量组织诗社，过潇湘，入蜀川，访旧友，后于钱塘筑“湖山隐处”。南归后记载很少，据传行踪飘忽，被时人称为“神仙”，终老湖山。

## 文學創作
汪元量有詩四百八十首，詞五十二首，多敘述宋亡史事，哀故國之陸沉，痛民瘼之凄楚，斥奸佞之亂政，頌忠臣之守節，幽憂沉痛，愁思抑鬱。
诗多纪国亡前后事，时人比之杜甫，當世多以“詩史”目之，北風黄塵，南枝明月，未嘗不使人長歎也。水云诗有“宋亡诗史”之誉，在宋末元初诗坛占有重要地位。
自編其集爲《湖山類稿》，多經傳刻編輯，另有《水云集》。感情沉痛悲涼。其描寫的景物亦陷入一種亦淺亦深的哀痛中。其代表作有《湖州歌》、《越州歌》、《醉歌》等。

### 詩
- 湖州歌

太湖風卷浪頭高，錦柁搖搖坐不牢。靠著篷窗垂兩目，床頭船尾爛弓刀。
- 錢塘歌

西塞山邊日落處，北關門外雨來天。南人墜淚北人笑，臣甫低頭拜杜鵑。